# 산란 길이
양자역학에서 산란 길이(scattering length)는 낮은 에너지에서의 산란 진폭의 절댓값이다.

## 정의
크기가 대략 {\displaystyle r}인 퍼텐셜에 의한 산란을 생각해 보자. 부분파 방법에 따라, 산란되는 파동을 각운동량 양자수 {\displaystyle (l,m)}에 따라 전개할 수 있다. 이 때, 입사하는 입자의 드브로이 파장이 {\displaystyle r}보다 매우 크다면 (즉, 입사하는 입자의 운동 에너지가 {\displaystyle \hbar ^{2}/2mr^{2}}보다 매우 작다면) {\displaystyle (l,m)=(0,0)} 성분 이외는 무시할 수 있다. 즉, 이 경우에는 산란 진폭 {\displaystyle \phi }가 방향에 관계없이 거의 일정하다. 따라서 미분 단면적은 방향에 관계없이
{\displaystyle {\frac {d\sigma }{d\Omega }}=|\phi |^{2}}
이고, 총 단면적은
{\displaystyle \sigma =4\pi |\phi |^{2}}
이다. 이 때 {\displaystyle a=|\phi |}를 산란 길이라고 한다.
낮은 에너지에서의 산란은 산란 길이 대신 위상 변화(phase shift) {\displaystyle \delta (k)}로도 나타낼 수 있다. 이 때 산란 길이 {\displaystyle a}와 위상 변화 {\displaystyle \delta } 사이의 관계는 다음과 같다.
{\displaystyle a=\lim _{k\to 0}|\delta (k)|/k}.
즉, 낮은 {\displaystyle k}의 경우 위상 변화는 다음과 같은 꼴이다.
{\displaystyle \delta (k)=-ak+{\mathcal {O}}(k^{2})}.

## 참고 문헌
- Landau, L. D.; Lifshitz, E. M. (2003). 《Quantum Mechanics: Non-relativistic Theory》. Amsterdam: Butterworth-Heinemann. ISBN 0-7506-3539-8.